# Hirschmann (Unternehmen)
Die Richard Hirschmann GmbH & Co. mit Sitz in Neckartenzlingen war bis zu ihrer Auflösung 2004 ein etablierter Hersteller von Antennentechnik in Deutschland – sowohl im Sende- als auch im Empfangsbereich. Heute bestehen drei aus ihr hervorgegangene, voneinander unabhängige Unternehmen, die Produkte der Kommunikationstechnik unter dem Markennamen Hirschmann produzieren.

## Geschichte
Den Grundstein für das Unternehmen legte der Ingenieur Richard Hirschmann (1894–1974) im Jahre 1924 mit der Erfindung des Bananensteckers.
Ab 1933 produzierte das in Esslingen ansässige Unternehmen Zimmerantennen für den Radioempfang, 1939 folgten Autoantennen und 1951 UKW- und Fernsehantennen. 1956 wurde das Werk Neckartenzlingen eröffnet, der spätere Hauptsitz des Unternehmens. Mit der Fertigung von Fernsehumsetzern wurde neben der Empfangstechnik 1964 auch die Sendetechnik als Markt erschlossen. In den 60er- und 70er-Jahren wurden Niederlassungen in Österreich, Frankreich, Südafrika, Holland, Spanien, den USA und in Kuwait gegründet.
Der Gründer Richard Hirschmann war sozial engagiert und initiierte den Bau eines Eisstadions in Esslingen und den Bau einer Sporthalle in Neckartenzlingen. Er war Mitbegründer und Senator der Technischen Akademie Esslingen sowie Ehrensenator der Universität Stuttgart. Die von ihm 1969 eingerichtete Richard-Hirschmann-Stiftung fördert noch heute den Nachwuchs in der Nachrichten- und Hochfrequenztechnik. Ihm zu Ehren wurde die Esslinger Ottilienstraße 1974 in Richard-Hirschmann-Straße umbenannt.
1984 wurde die fünfundzwanzigmillionste Fernsehantenne verkauft, 1985 begann Hirschmann mit der Produktion von „Satellitenschüsseln“. Ab 1995 wurde Sende- und Empfangstechnik für die digitalen Übertragungsstandards DVB und DAB hergestellt.
Im Jahre 1997 erfolgte die Übernahme Hirschmanns durch Rheinmetall, die das Unternehmen 2004 an den englischen Private-Equity-Investor Hg Capital verkaufte. Dieser zerlegte Hirschmann in die drei Gesellschaften Hirschmann Multimedia Electronics -(HME), Hirschmann Automation and Control (HAC) und Hirschmann Car Communication (HCC). Es folgte ein massiver Stellenabbau: Hatte Hirschmann 1995 noch rund 3500 Mitarbeiter weltweit, waren es 2005 nur noch etwa 1600.
HME, die das Kerngeschäft der Antennentechnik umfasste, wurde im August 2005 an das dänische Unternehmen Triax verkauft, welches Hirschmann in Deutschland noch mehr als 10 Jahre weiterführte. Baugleiche Geräte wurden zuletzt sowohl unter der Marke Hischmann als auch unter der Marke Triax vertrieben. 2018 war die Marke Hirschmann nur noch auf wenigen Märkten (z. B. Niederlande) präsent. HAC wurde im Februar 2007 vom US-Unternehmen Belden übernommen, HCC wurde im April 2007 von den vier Geschäftsführern aufgekauft und im Februar 2012 von Voxx International übernommen. Die Produktlinie und Marke Hirschmann Test & Measurement, wozu neben anderen Produkten aus dem Bereich Messleitungen und Messzubehör heute noch Bananenstecker zählen, wurden im Jahr 2006 an die Firma SKS Kontakttechnik GmbH verkauft.

## Produkte
Im Verbraucher-Bereich wurde das Unternehmen durch eine Reihe von Empfangs-Antennen bekannt, die „Zifa“ als Namensbestandteil trugen – „Zifa“ ist eine Abkürzung von „Zimmer-Fernseh-Antenne“ und hat sich vom Beginn der Namensschöpfung bis in neuere Zeiten erhalten.

Ein weitläufig bekanntes Produkt war Ende der 1950er-Jahre und in den folgenden Jahren das Modell „Zifa 100“, das aufgrund des Aussehens den Beinamen „Libelle“ trug und eine populäre Zimmer-Empfangsantenne für das aufkommende Fernseh-Angebot darstellte. Die „Libelle“ hatte einen biegsamen „Schwanenhals“ und war neben der typischen Stand-Position auch für eine Wandmontage geeignet.